# Elettra (Schiff, 1904)
Elettra war der Name des Forschungsschiffs, mit dem Guglielmo Marconi von 1919 bis 1936 wissenschaftliche Experimente zu Radiowellen und Funkübertragungen durchführte. Die Yacht lief 1904 vom Stapel und war bis 1919 unter dem Namen Rovenska in österreichischen Diensten.

## Geschichte
Erzherzog Karl Stephan von Österreich bestellte Anfang des 20. Jahrhunderts bei Ramage & Ferguson eine Yacht, die am 27. März 1904 vom Stapel lief und von seiner Frau Maria Theresia Rovenska getauft wurde. Der Name erinnerte an den gleichnamigen Ort Rovenska auf der Insel Lošinj, wo Karl Stephan von Österreich seine Winterresidenz hatte. 1910 wurde die Yacht an den britischen Geschäftsmann Max Waechter verkauft. 1914 erwarb sie der Industrielle Gustav H. F. Pratt. Nach Beginn des Ersten Weltkriegs kaufte die Royal Navy das Schiff an. Das Schiff wurde mit Waffen ausgerüstet und diente nun als Patrouillenboot und Geleitschiff zwischen Brest und Saint-Malo. Nachdem in Southampton die Bewaffnung entfernt worden war, wurde das Schiff 1919 versteigert. Ein englischer Lord erwarb das Schiff und kurze Zeit später verkaufte er es an Guglielmo Marconi für 21.000 Pfund Sterling.
Im Juli 1919 verließ die Rovenska England und erreichte im August des gleichen Jahres Neapel. In der Werft in La Spezia wurde sie für den zukünftigen Zweck ausgerüstet. Am 27. Oktober 1921 wurde die Elettra, wie das Schiff nun hieß, im italienischen Schiffsregister angemeldet und am 21. Dezember mit der Nummer 956 registriert. Am 30. Juli 1934 demonstrierte Guglielmo Marconi im Golf von Tigullien wie man ohne Sicht und mittels Mikrowellen ein Schiff navigieren kann. Hierfür wurde mit Vorhängen im Cockpit der Elettra die Sicht versperrt. Nun steuerte er das Schiff geleitet durch ein Radiosignal, das vom Leuchtfeuer, das später Torre Marconi genannt wurde, zwischen zwei Bojen vor dem Hafen von Sestri Levante hindurch. Am 26. März 1930 schaltete Marconi vom Bord seines Schiffes, das in La Spezia lag, im 16.000 km entfernten Sydney anlässlich einer Elektronik- und Radio-Ausstellung, über Funk 3000 Glühlampen ein. Am 12. August 1930 brach infolge eines Kurzschlusses auf der Elettra Feuer aus, das jedoch nach kurzer Zeit gelöscht werden konnte.

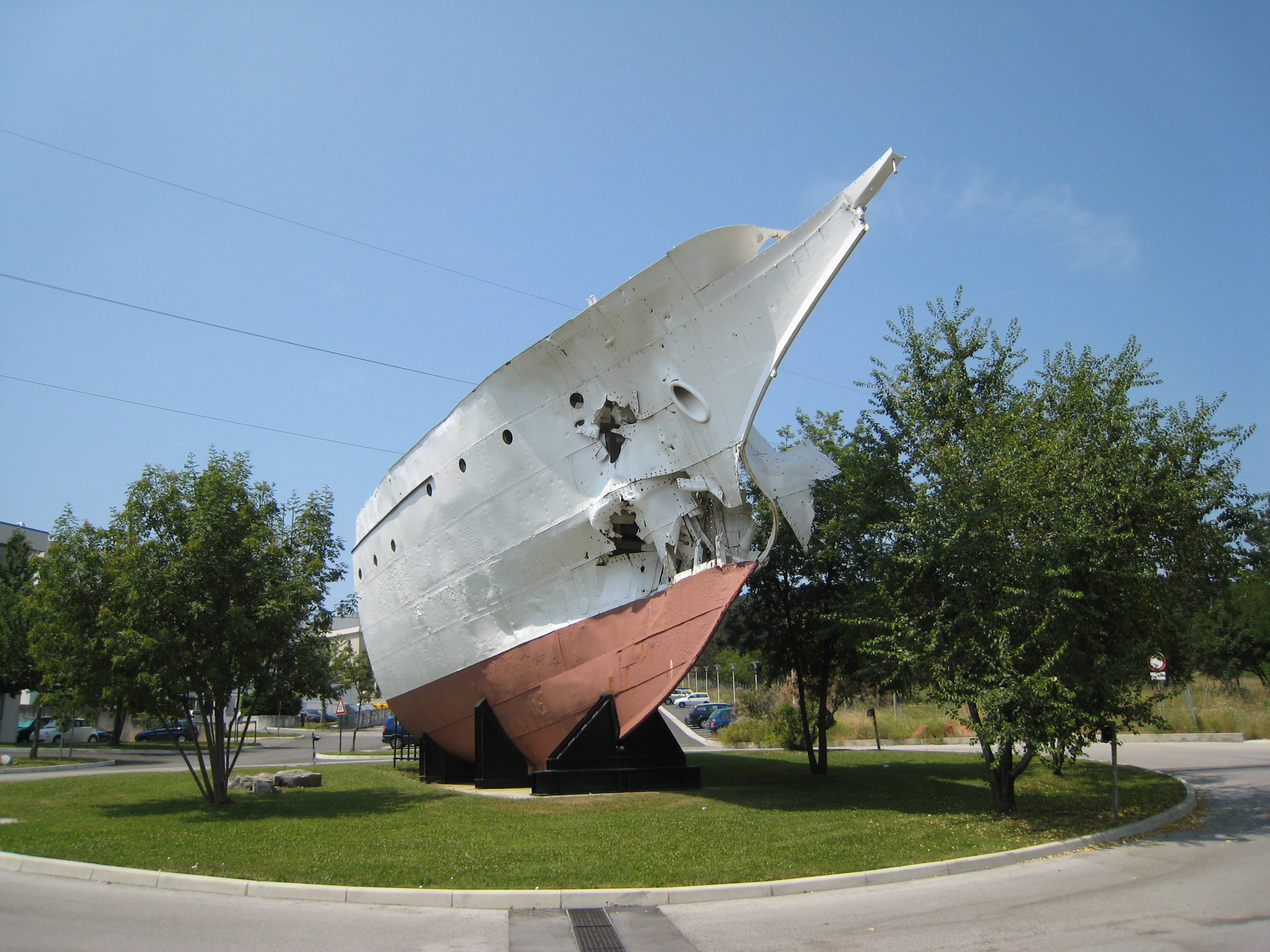
Bug der Elettra im Meeresmuseum in Triest

Nach Marconis Tod im Jahre 1937 wurde die Elettra für 820.000 Lire vom Italienischen Ministerium für Kommunikation erworben. Bei Kriegsbeginn wurde das Schiff nach Triest verlegt. Nach dem Waffenstillstand von Cassibile wurde das Schiff von der Kriegsmarine erworben, mit einer 15-mm-Maschinenkanone und zwei 20-mm-Zwillingsgeschützen ausgestattet und als G 107 in den Dienst der 1. Geleitflottille gestellt. Später wurde sie in NA 6 umbenannt. Am 28. Dezember 1943 verließ das Schiff Triest für eine Patrouillenmission. Am 21. Januar 1944 wurde sie in der Nähe von Zadar von feindlichen Jagdbombern entdeckt und versenkt.
Nach dem Krieg ging das Wrack in den Besitz von Jugoslawien über. Italien plante das Schiff zu heben und wieder in Stand zu setzen. Erst 1959 erlaubte Jugoslawien das Wrack der Elettra zu untersuchen und nach schwierigen Verhandlungen erlaubte man schließlich die Bergung, die 1962 erfolgte. Das Schiff wurde ins Arsenal in Venedig verbracht. 1972 wurde das Vorhaben der Restauration verworfen und 1977 wurde das Schiff in Teile zerlegt. Die meisten Teile wurden ins Meeresmuseum in Triest gebracht. Die Technische Ausstattung ist im Museo nazionale della scienza e della tecnologia Leonardo da Vinci in Mailand ausgestellt. Weitere Teile befinden sich im Museo tecnico navale in La Spezia und im Museum Marconi in der Villa Griffone. Ein restaurierter Mast befindet sich im Parco di San Giovanni in Triest.